# 한국유기심사원협회
한국유기심사원협회는 유기식품 인증심사원의 자질향상과 전문성 제고를 통해 인증의 신뢰도를 높임으로서 소비자와 생산자의 권익보호 및 유기농업과 유기식품산업 발전에 기여할 목적으로 2011년 2월 22일 설립·허가된 사단법인이다. 사무실은 충청북도 옥천군 청산면 백운리 345-3에 있다.